# 亀山島
亀山島（きざんとう）は、台湾宜蘭県頭城鎮が所管する島嶼。亀山嶼（きざんしょ）、亀嶼（きしょ）と称されることもある。亀山島は火山島であり、太平洋上に浮かぶ姿が亀に似ていることより命名された。島の大きさは東西約3.3 km、南北約1.7 km、面積は2.841 km2であり、海岸線の総延長は約10 kmである。

## 地理
台湾本島の宜蘭県頭城鎮の東沖約10 kmに位置し、台湾鉄路管理局宜蘭線の車窓からもよく見える。亀山島は火山活動により形成された火山島である。最後に噴火したのは西暦1785年前後であり、現在でも温泉や硫黄の噴出などの火山活動が存在する活火山である。安山岩の溶岩流と火砕流による地層に区分され、島内の最高海抜は398 mであり、ここに高さ3 mの展望施設が建設されたことから401高地と称されている。島の周囲には切り立った崖が多く、海蝕洞も多い。また島内には亀首湖と亀尾湖という湖があり、特殊な生態系が確認されているほか、温泉、冷泉もある。海底温泉の周辺には、「烏亀怪方蟹」という硫黄を食する固有種のカニが生息する。沿岸には、カジキやマグロなどの魚類や鳥類、ハシナガイルカやマダライルカやサラワクイルカやオキゴンドウを含む小型鯨類が豊富である。

## 歴史
史料によれば亀山島に初めて入植者が移住したのは1853年（清の咸豊3年）のことで、台湾本島や中国大陸の福建省出身者が主であった。しかし、海上交通は未整備のままで、過疎化が進み、1977年までに多くの住民が台湾本島に移住した。1977年には亀山島が軍事演習場に指定され、住民の強制移住が実施されて、無人島となった。住民の多くは頭城鎮大溪里の亀山島社区に集団で移住した。1988年の戒厳令解除以降は宜蘭県政府や頭城鎮公所が観光客への開放を求め、行政院は1999年12月22日に亀山島の観光化を一部認可、2000年8月1日より観光客の全面的受け入れを開始すると共に、東北角・宜蘭海岸国家風景区に指定した。現在は頭城鎮烏石港からの定期航路が設けられている。

## 観光
清代には「亀山朝日」、「亀島磺煙」、「亀岩纔壁」、「亀卵観奇」、「神亀擺尾」、「神亀戴帽」、「眼鏡洞鐘乳石奇観」、「海底温泉湧上流」という八大奇景が揚げられた。中でも「亀山朝日」は有名となり、かつてはご来光を見に行く人が多かった。1999年に観光地化した後に「珊瑚海底花園」、「鯨豚戯亀」、「亀尾奇潭」、「神亀巡航」という4風景が見つかり、合わせて「亀山島十二奇景」と称されている。
2016年現在では、上陸せずに周辺の海でホエールウォッチングをしたり、海から海蝕洞をみたりするツアーもある。

### 上陸制限

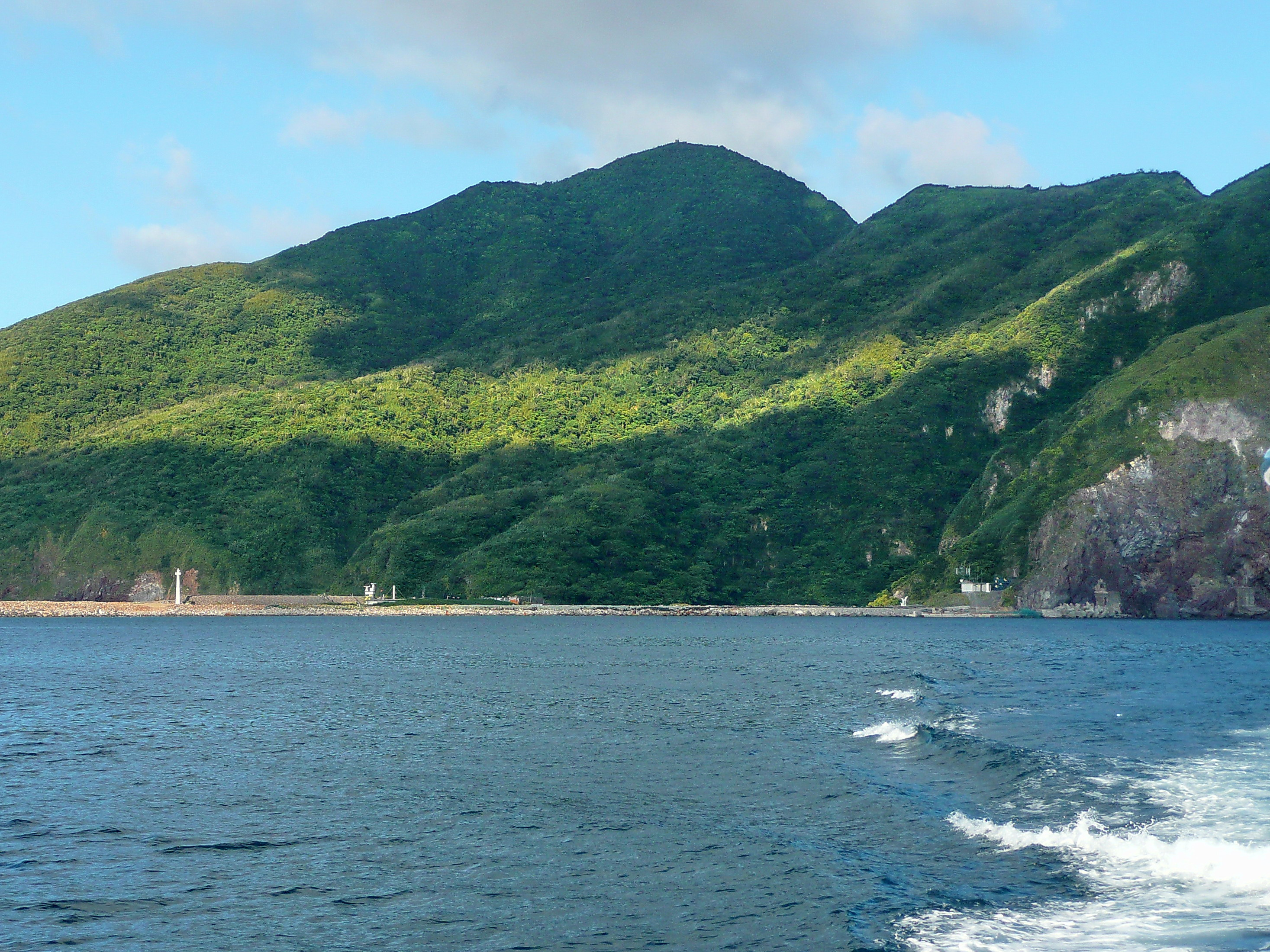
沿岸部

観光客への上陸が解放された亀山島であるが、自然形態を保護する目的から上陸には書面による事前申請が義務付けられている。また、上陸可能期間は毎年3月から11月の9か月間で、時間は午前9時から午後5時まで、6月から9月は午前8時半から午後5時半までと1時間延長される。
人数も1日当たり水曜日は500名、水曜日以外の日は1800名と総数が原則制限され、かつ、1日を4区分した上陸時間毎に水曜日は125人、水曜日以外は450人と原則定められている。申請は45人以下の団体として、上陸日の20日前から11日前の期間に、希望時間を決めて行う。401高地へは1日100人までと厳しく制限されている。ただし、2016年7月1日から、環境維持費と施設維持費の計100台湾ドルが徴収されているが、外国からの観光客は当日パスポートを提示して、これを支払うと、別枠で許可を受けることができるようになった。また65歳以上はパスポート等による年齢確認で水曜日無料、その他は半額となる。
島内で釣り、焚き火、採集など、環境に影響を与える行為は禁止、漁具等も持ち込み禁止されている。なお、事前に許可を受けていても、天候等の理由で、上陸禁止となることがある。